# Eurythyrea fastidiosa
Eurythyrea fastidiosa es una especie de escarabajo del género Eurythyrea, familia Buprestidae. Fue descrita científicamente por Rossi en 1790.